# Grenlandščina
Grenlandščina ali kalaallisut je eskimsko-aleutski jezik, ki ga govori okoli 50.000 ljudi na Grenlandiji ter okoli 13.000 izseljencev na Danskem. Na Grenladniji ima poleg danščine status uradnega jezika.
Grenlandščina je sorodna kanadskim inuitskim jezikom, kot na primer jeziku inuktitut. Ima največ govorcev med vsemi eskimsko-aleutskimi jeziki. V grobem jo lahko razdelimo na 3 narečja: severno, vzhodno (tunumiutut) in zahodno narečje (kitaamiutut). Zahodna grenlandščina ima največje število govorcev in jo velikokrat kar poimenujemo s krovnim izrazom grenlandščina (kalaallisut). Vzhodna grenladščina se govori v okolici mesta Qaanaaq in je najbolj sorodna kanadskemu inuitskemu jeziku inuktitut. 
Izraz kalaallisut pomeni kot Grenlandec.
Sposojenke iz grenlandščine, ki jih pozna slovenščina in številni drugi jeziki: iglu, anorak, kajak.